# Kartoffelschnaps

Le Kartoffelschnaps (en français « eau-de-vie de pommes de terre ») est une eau-de-vie allemande produite par distillation d'un moût alcoolisé liquide provenant de pommes de terre.
Longtemps considéré comme une « boisson du pauvre » parce que la production et la matière première étaient bon marché, le Kartoffelschnaps est de nos jours de plus en plus considéré comme un alcool haut de gamme, proposé sur la carte des vins de certains restaurants huppés en Allemagne.
Les versions polonaise et ukrainienne de l'eau-de-vie de pommes de terre sont appelées « vodka ». En Russie, en Scandinavie et dans d'autres pays, la vodka et l'aquavit sont fabriqués, selon les régions et les différentes distilleries, à partir soit de pommes de terre, soit de céréales.

## Histoire
La première distillerie de pommes de terre d'Allemagne a probablement été mise en service, vers 1750, à Monsheim en Hesse rhénane par David Möllinger.
Les premières pommes de terre cultivées en plein champ en Allemagne l'ont été environ cent ans plus tôt, vers 1647, à Pilgramsreuth en Franconie. Ensuite l'utilisation du tubercule s'est développée assez rapidement tant dans l'alimentation que comme matière première pour des applications industrielles. En Saxe, la pomme de terre est cultivée à grande échelle depuis 1716, et le roi de Prusse Frédéric II (Frédéric le Grand) a promulgué en 1745 une « loi sur la culture des pommes de terre » qui imposait aux agriculteurs l'obligation de consacrer 10 % de leurs terres arables à la culture des pommes de terre.
L'eau-de-vie a été initialement produite comme remède, en petites quantités, à partir du vin. La production d'alcool à partir de pommes de terre n'est attestée que depuis 1682. La production a sans doute été, dans un premier temps, assez difficile et relativement coûteuse. La percée de la distillation de Kartoffelschnoaps est survenue avec l'invention d'une unité de distillation particulière, avec un alambic spécial, par Johann Heinrich Leberecht Pistorius (1777-1858), qui en déposa le brevet le 21 mars 1817. Cet appareil a permis d'extraire 60 %, voire 80 %, d'alcool  d'une bouillie de pommes de terre.
Le développement rapide de la culture de la pomme de terre et la méthode de production désormais moins coûteuse ont conduit à un véritable boom de l'eau-de-vie. En outre, les propriétaires ont considéré que le schnaps de pomme de terre pouvait constituer une source de revenu complémentaire et que le résidu de distillation (marc) pouvait être utilisé comme engrais de bonne qualité ou comme aliment du bétail.
En 1831, on comptait dans la province de Brandebourg plus de 1400 distilleries de pommes de terre.
En 1887-1888, il y avait déjà en Allemagne 6 268 distilleries de pommes de terre en exploitation, traitant globalement un peu plus de deux millions de tonnes de pommes de terre.
L'expansion s'est poursuivie au fil des années, menant en 1912-1913, en Allemagne, à une production annuelle de trois millions d'hectolitres d'eau-de-vie de pommes de terre, se traduisant finalement par une situation de surproduction.
À partir des années 1830 sont apparus des débits de boissons commercialisant de la bière, du vin et des alcools à bon marché. Dans le secteur agricole d'abord, puis de plus en plus chez les ouvriers d'usines, une part grandissante du salaire a été consommée en eau-de-vie de pommes de terre. Les conséquences ont été désastreuses pour la population. L'alcoolisme s'est généralisé, transformant la pauvreté et le chômage en alcoolisme de la misère. Le développement de cet alcoolisme, causé par le Kartoffelschnaps à bas prix, a été décrit comme une véritable « peste » de l'eau-de-vie (Branntweinpest en Allemagne ou Kartoffelschnapspest en Suisse), parce qu'il se répandait comme une épidémie à travers le pays.
Vers 1800, la consommation d'eau-de-vie par habitant (mesurée en alcool pur) s'élevait en Prusse, par exemple, de deux à trois litres par an. À partir des années 1830, la consommation a dépassé les huit litres, et même treize litres dans le Brandebourg.
En 1844, on dénombrait à Berlin, un débit d'eau-de-vie pour 109 habitants.
Pour la première fois en 1887, les objectifs en matière de politique agricole, sociale et sanitaire ont pu être atteints, grâce à la Reichsbranntweinsteuergesetz (loi fiscale sur les eaux-de-vie) et le Kartoffelschnaps a été fortement renchéri par les taxes fiscales. Par ce moyen, et aussi du fait de la Première Guerre mondiale (1914-1918), la consommation d'alcool a été freinée de façon significative. De plus ont été fondées de nouvelles organisations militant pour la tempérance (Nüchternheitsbewegungen), qui ont atteint un certain poids politique, tel le mouvement populaire contre l'abus d'alcool (« nykterhetsrörelse ») en Suède.
Avec la fin de la Branntweinpest et de la surproduction de schnaps, l'alcool issu des distilleries de pommes de terre a trouvé une utilisation complémentaire comme additif dans le carburant automobile, dans les lampes à alcool ainsi que comme alcool industriel.

## Production
Le Kartoffelschnaps est produit par un procédé semblable à celui utilisé pour préparer de l'eau-de-vie de fruits. Des pommes de terre farineuses, lavées soigneusement à l'eau froide, sont chauffées progressivement jusqu'à une température de 95 °C et réduites en bouillie. Ensuite, la pâte liquéfiée à 70-90 °C avec l'ajout d'enzymes bactériennes, est saccharifiée à une température d'environ 58 °C en une à deux heures.
Les enzymes peuvent être remplacés par l'ajout de 15 % d'orge malté, mais cela modifie le goût perçu. Dans la purée ainsi préparée se produit alors une fermentation alcoolique pour laquelle on maintient une température optimale d'environ 20 °C, en veillant à ne pas excéder 25 °C car cela risquerait de dénaturer les arômes. Du fait que le moût sucré produit de la mousse, on ajoute un agent antimoussant avant le début de la fermentation. Le processus de fermentation a lieu dans une cuve de fermentation et nécessite environ trois jours.
Le processus de distillation ultérieure se déroule dans la chaudière en cuivre d'un alambic à environ 75 °C. Comme l'alcool bout avant l'eau, on le sépare facilement de l'eau par le chauffage du moût. Selon le procédé de distillation et le nombre de passes on peut obtenir jusqu'à 80 % d'alcool. Après quelques semaines de stockage au frais, on ramène la teneur alcoolique à des niveaux de 20 à 40 % en volume par ajout d'eau potable.